# Río Carrao
El río Carrao es un río de Venezuela. Forma parte de la cuenca hidrográfica del río Orinoco y está cerca de la localidad de Curatabaca. Es muy conocido por uno de sus principales afluentes, el río Churún, el cual alimenta el Salto Ángel, la cascada más alta del mundo. El río Carrao fluye principalmente a través del parque nacional Canaima . A medida que comienza a fluir hacia el norte, el río Carrao se ensancha y se encuentra con el pequeño pueblo de Canaima, un destino turístico popular. Al fluir hacia el norte, el río se estrecha nuevamente. Al continuar su curso hacia el oeste, desemboca en el río Caroní, un importante afluente del río Orinoco en Venezuela. El área del río Carrao es habitada por comunidades pemón.